# Carangoides orthogrammus
Carangoides orthogrammus es una especie de peces de la familia Carangidae en el orden de los Perciformes.

## Morfología
• Los machos pueden llegar alcanzar los 75 cm de longitud total y los 6.610 g de peso

## Distribución geográfica
Se encuentra desde las  costas occidentales del Océano Índico hasta el sur del Japón, Hawaii y México.